# Bout-du-Pont-de-Larn
 Bout-du-Pont-de-Larn là một xã trong tỉnh Tarn thuộc vùng Occitanie ở miền nam nước Pháp. Xã này nằm ở khu vực có độ cao trung bình 311 mét trên mực nước biển.
Sông Thoré tạo thành ranh giới phía nam. Sông Arn, một sông nhánh của sông Thoré, tạo thành ranh giới phía bắc.